# Technikum Ekonomiczne w Rozwadowie
Technikum Ekonomiczne w Rozwadowie – najstarsza średnia szkoła zawodowa w aglomeracji stalowowolskiej, istniejąca w latach 1928–1970. Obecnie Zespół Szkół nr 3 im. Jana III Sobieskiego w Stalowej Woli.

## Historia
Rozwój Rozwadowa po odzyskaniu niepodległości przez Polskę w 1918, spowodował konieczność szerszego kształcenia młodzieży. W sierpniu 1928, założono tu Towarzystwo Szkół Zawodowych, a jego przewodniczący, zwrócił się do gminy i władz miasta o dofinansowanie kosztów uruchomienia szkoły handlowej. 13 listopada 1928, na mocy aktu koncesyjnego Kuratorium Okręgu Szkolnego we Lwowie, powstała trzyklasowa, koedukacyjna szkoła handlowa na prawach szkół państwowych. Jej dyrektorem został, Nestor Dobrzański.
Szkoła funkcjonowała okresowo w budynku „Sokoła”, w pomieszczeniach spalonego w czasie II wojny ratusza i budynku powojennego kina. Szkoła posiadała bibliotekę liczącą ok. 300 tomów książek, zebranych jako dary od obywateli Rozwadowa i okolic. W ten sam sposób, w dużo eksponatów wyposażono też pracownię towaroznawstwa. Młodzież w trakcie nauki uczyła się też pisania na maszynach. Wszystkie sprawy dotyczące szkoły w tym czasie rozpatrywało Towarzystwo Szkół Zawodowych i podejmowało wiążące decyzje dotyczące funkcjonowania szkoły, która istniała do roku 1936. Na jej bazie, w 1937 powstało 4 – letnie, miejskie prywatne koedukacyjne Gimnazjum Kupieckie w którym nauka kończyła się tzw. małą maturą. Z powodu wybuchu II wojny światowej, szkoła przestała funkcjonować.

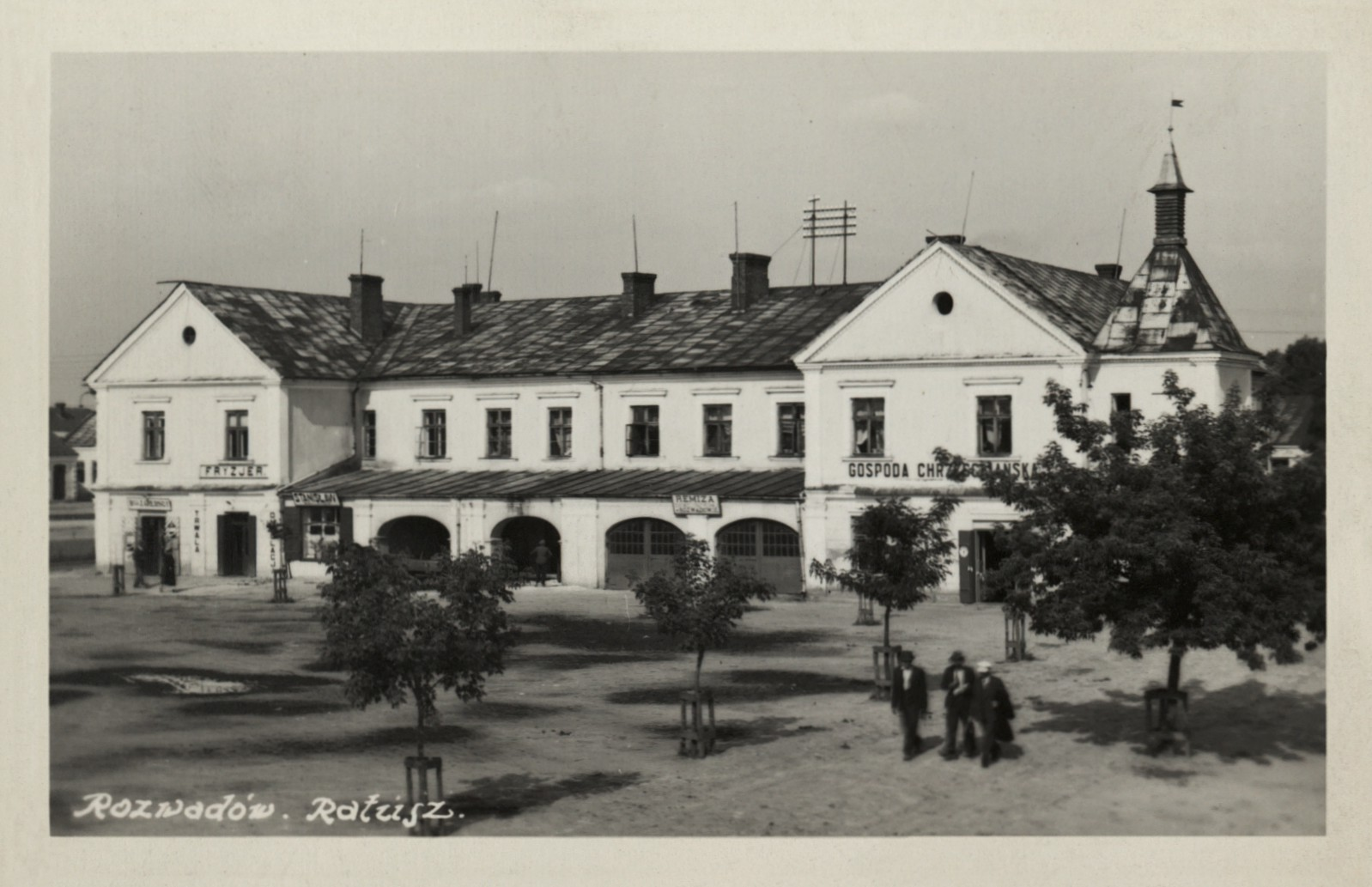
Ratusz, siedziba szkoły w 1928
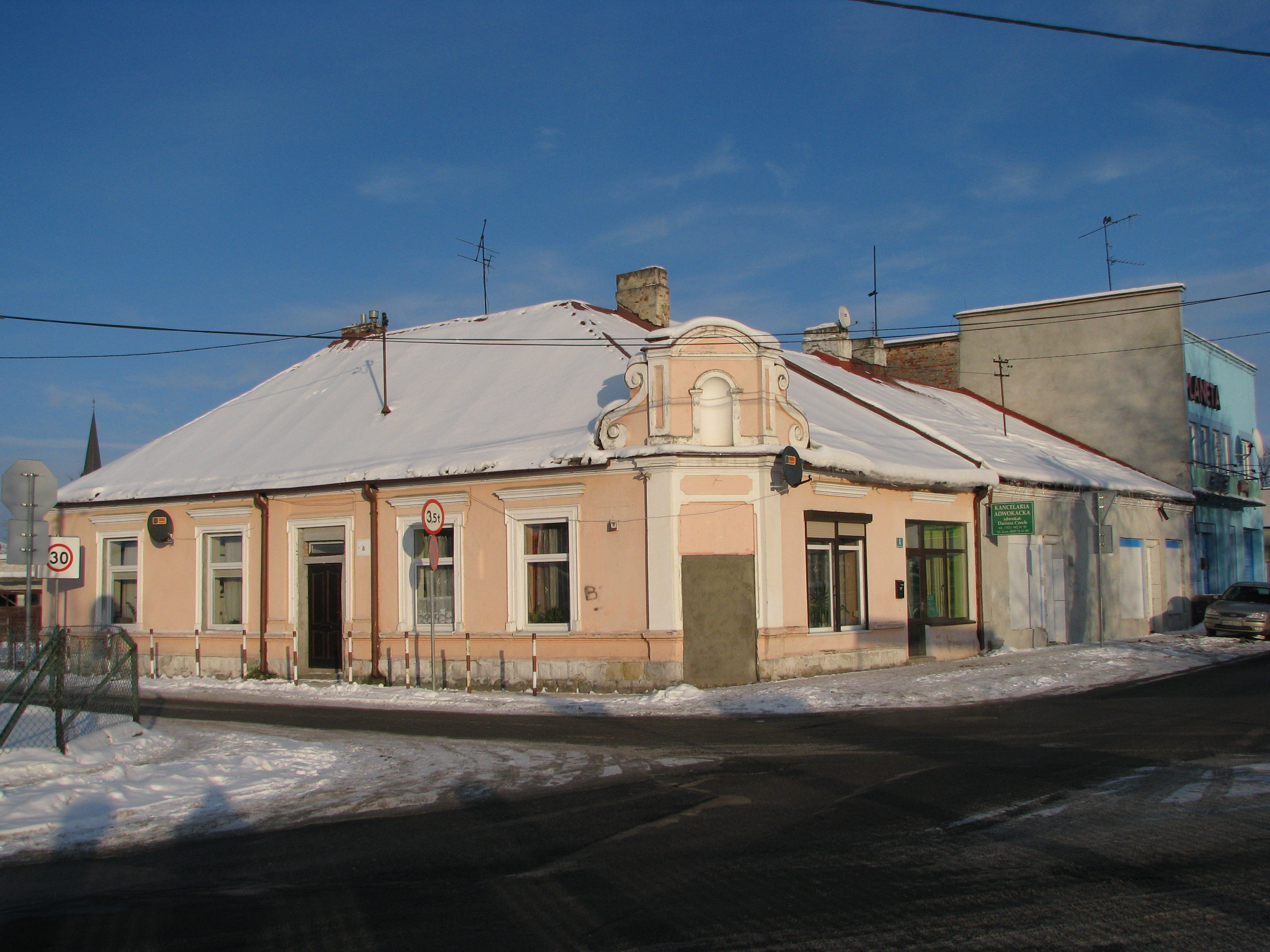
Budynek byłego kina po prawej (niebieski)
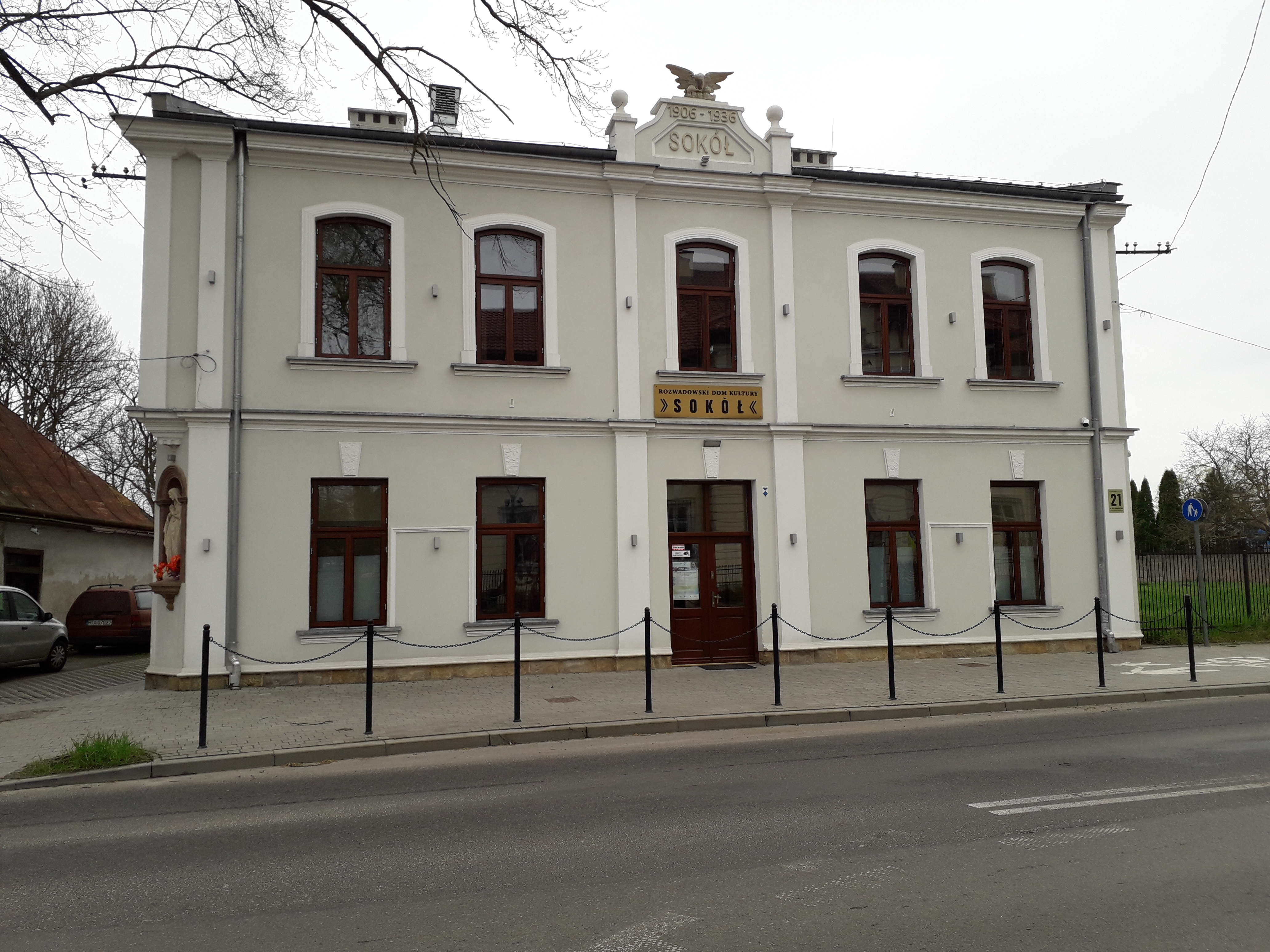
Budynek Sokoła, obecnie

## Okres II wojny
W okresie okupacji niemieckiej, nauczyciele Szkoły Handlowej w Jarosławiu zwrócili się do rozwadowskich okupacyjnych władz niemieckich o wydanie zezwolenia na prowadzenie kursów handlowych w Rozwadowie. Władze wyraziły zgodę i przeprowadzono dwa kursy: – kurs: stenografii i maszynopisania – od 12 maja do 31 lipca 1943, i kurs handlowy – od 1 kwietnia do 31 sierpnia 1943 roku, który obejmował pięć przedmiotów; j. niemiecki, organizację i technikę handlu, księgowość, arytmetykę handlową i korespondencję. W roku szkolnym 1943/44 utworzono pełną, dwuletnią Szkołę Handlową. Była w niej jedna, ok. 40 – osobowa klasa, do której uczęszczała młodzież z Rozwadowa i okolic. Nauczano w niej 17 przedmiotów, zawodowych i ogólnych, ale władze niemieckie zabroniły nauki języka polskiego i literatury ojczystej. Szkoła istniała do lipca 1944.

## Okres powojenny
Po zakończeniu wojny, wznowiło swoją działalność Gimnazjum Kupieckie, którego dyrektorem został mgr Henryk Ciesielski. W roku szkolnym 1946/47 funkcję dyrektora Gimnazjum Kupieckiego objął były nauczyciel Edward Geissler, a wśród nauczycieli szkoły był m.in. Lechosław Siejak, późniejszy prof. UMCS w Lublinie.
W 1947 został założony Komitet Rozbudowy, który przystąpił do gromadzenia funduszy na zakup własnego budynku szkolnego. Po zebraniu części funduszu i po uzyskaniu dotacji z Ministerstwa Finansów, zakupiono budynek przy ulicy Jagiellońskiej 17, gdzie ulokowano szkołę. W roku szkolnym 1948/49 szkoła nosiła nazwę Miejskie Gimnazjum i Liceum Handlowe, a na przełomie lat 1950/51 została przemianowana na państwowe Technikum Handlowe i Liceum Administracyjno – Gospodarcze. Gdy w 1951, Zarządzeniem Prezesa CUSZ z dnia 30 VIII 1951 Nr Org-3556/51, na potrzeby Huty Stalowa Wola utworzono Technikum Mechaniczne, klasy typu administracyjnego miały być stopniowo wygaszane. Komitet Rodzicielski podjął starania o przywrócenie dawnego typu szkoły, który odpowiadał potrzebom miejscowego społeczeństwa. W roku 1952 szkoła została przemianowana na Technikum Finansowe i podlegała bezpośrednio Ministerstwu Finansów.
W roku 1955 Technikum Finansowe przemianowano na Technikum Rachunkowości o specjalności; rachunkowość przedsiębiorstw przemysłowych i usługowych. Do 1957 szkoła, jako resortowa, podlegała nadal Ministerstwu Finansów. W roku 1961 w wyniku reformy szkolnictwa, szkoła została przemianowana na Technikum Ekonomiczne i przeszła pod nadzór Ministerstwa Oświaty. Technikum kształciło uczniów na kierunku ogólnoekonomicznym. Na początku lat 60 XX, w związku z potrzebami kształcenia rozbudowano budynek przy ulicy Jagiellońskiej, a następnie wybudowano nowy budynek przy ulicy Polnej 15.

## Reorganizacja
W roku 1970 5 letnie Technikum Ekonomiczne przemianowano na 4 letnie Liceum Ekonomiczne, a w dniu 29 stycznia 1976 roku utworzono – Zespół Szkół Ekonomicznych. W skład ZSE weszły: Liceum Ekonomiczne, Liceum Handlowe, Liceum Zawodowe, Policealne Studium Zawodowe, Zasadnicza Szkoła Zawodowa, Liceum Ekonomiczne Zaoczne, Liceum Handlowe Zaoczne. 8 kwietnia 2005 Zespół Szkół Nr 3 otrzymał imię Jana III Sobieskiego.